# Henri Roger
Henri Charles Nicolas Amédée Roger (Brussel, 25 juli 1861 - Quaregnon, 9 december 1917) was een Belgisch volksvertegenwoordiger.

## Levensloop
Roger was gemeenteonderwijzer in Brussel, maar werd in 1887 verplicht om ontslag te nemen. Zijn "schoonvader" Léon Defuisseaux ― Henri Roger was getrouwd met de dochter van diens partner ― overhaalde hem vervolgens om zich in de streek van Bergen te vestigen en er actief te worden voor de socialistische strijd. Henri Roger kwam in Quaregnon terecht en werd er actief voor de Belgische Werkliedenpartij. Vanaf 1890 was hij verantwoordelijk uitgever en hoofdredacteur van de socialistische krant La Bataille. Ook schreef hij voor Le Suffrage Universel (1892-1903), het socialistisch-revolutionaire orgaan Germinal (1902-1903) en het tijdschrift Maison de verre (vanaf 1909) en was hij hoofdredacteur van Le Clairon socialiste, een lokale socialistische krant in Quaregnon (1896-1897 en 1907).
Vanaf 1892 zetelde hij in het comité van de BWP-federatie van de Borinage. In 1893 werd Roger dan weer secretaris van de algemene vakbond van mijnwerkers in de Borinage. Het syndicaat nam deel aan de stakingen die de invoering van het algemeen meervoudig stemrecht zouden afdwingen, maar viel korte tijd uit elkaar door interne strubbelingen over de strategie die de vakbond moest volgen. 
In oktober 1894 werd Henri Roger verkozen tot socialistisch volksvertegenwoordiger voor het arrondissement Bergen en vervulde dit mandaat tot in 1900. Hij werd toen niet meer herkozen. In 1895 werd hij ook verkozen tot gemeenteraadslid van Quaregnon, waar hij van 1896 tot 1904 eerste schepen en dienstdoend burgemeester was. In 1908 werd hij opnieuw schepen van de gemeente.
Hij werd een dissident binnen de BWP, die hij niet revolutionair genoeg vond, en samen met anderen, dissident of uit de partij gesloten, stichtte hij in 1902 de Parti socialiste révolutionnaire. De activiteit bleef beperkt tot Quaregnon, ook al werd geprobeerd om contacten aan te knopen met dissidente revolutionaire socialisten in Verviers en Antwerpen. Bij de Kamerverkiezingen van 1902 en 1904 kwam hij tevens als dissidente socialistische kandidaat op in het arrondissement Bergen, maar hij haalde telkens weinig stemmen en werd bijgevolg niet verkozen.